# Матильда (королева Англії)
Мати́льда (7 лютого 1102 — 10 вересня 1167) — імператриця Священної Римської імперії, королева римлян, герцогиня Нормандська, графиня Анжуйська та леді англійців. Була дочкою Генріха I, дружиною імператора Генріха V, а потім Жоффруа IV, від якого народила короля Англії Генріха II.

## Юність
Була єдиною дочкою англійського короля Генріха I Боклерка та його першої дружини Матильди Шотландської. За материнською лінією доводилась онукою королю Шотландії Малькольму III і Святій Маргариті, будучи таким чином прямим нащадком як англосаксонської королівської династії, так і Вільгельма Завойовника і нащадком лінії Київського князя Ярослава Мудрого.
Матильда народилась 7 лютого 1102 року. Місцем її народження вважається Вінчестер, однак нещодавні дослідження з великою долею ймовірності стверджують, що Матильда з'явилась на світ у королівському палаці в Саттон-Куртене, Беркшир (нині у графстві Оксфордшир). У 7 років Матильду заручили з Генріхом V, імператором Священної Римської імперії, а 1111 року вона вирушила на виховання до двору нареченого у Німеччину.
7 січня 1114 року відбулась розкішна церемонія весілля Генріха V й Матильди у Вормсі. Цей шлюб був продиктований політичними міркуваннями: Англія прагнула знайти підтримку Священної Римської імперії у протистоянні з французьким королем Людовіком VI. Надалі англо-німецький союз відіграв значну роль у стримуванні французької агресії в Нормандії: атака Генріха V у 11241 році зупинила вторгнення Людовіка VI у Вексен. Шлюб Матильди й Генріха виявився бездітним, хоч за словами сучасника, літописця Германа Турнейського, імператриця народила від Генріха одну дитину, яка померла немовлям. Існувала легенда, що ця дитина не померла, а була віддана на виховання названим батькам та надалі стала відомою під ім'ям Томаса Бекета, архієпископа Кентерберійського.
У 1125 році чоловік помер, залишивши 23-річну Матильду вдовою. Хоч надалі Матильда користувалась титулом імператриці, реально вона ніколи не була коронована Папою Римським, як того вимагала традиція, і формально мала лише право на титул королеви римлян. У зрілому віці Матильді вдалось переконати англійських хроністів, що її коронував папа.

## Спадкоємиця англійського престолу
Невдовзі після смерті чоловіка Матильда повернулась до Англії. Оскільки 25 листопада 1120 року її брат Вільгельм Аделін — єдиний законний син Генріха I і спадкоємець престолу — загинув під час корабельної катастрофи, король вирішив оголосити Матильду своєю наступницею. У 1127 році він скликав баронів, в числі яких був його небіж Стефан Блуаський, та змусив їх присягнути Матильді на вірність і визнати її спадкоємицею англійського престолу у разі відсутності у короля законних синів. Ця клятва була підтверджена 8 вересня 1131 року і 2 серпня 1133 року. Однак ставлення англонормандських баронів до перспективи вступу на престол Матильди було неоднозначним. Ані в Англії, ані в Нормандії не існувало прецеденту царювання жінки. Більше того, Матильда, яка тривалий час перебувала поза межами Англії, практично не мала особистих зв'язків і достатньо широкого кола прибічників серед місцевої аристократії. За свідченнями сучасників, імператриця відзначалась неприємним характером: була пихатою, зверхньою, вимагала неухильного виконання своїх наказів та з презирством ставилась до простих людей. Це істотно ускладнювало формування міцної опори Матильди в англійському дворянстві.
Хоча головною умовою англонормандських баронів під час дання згоди на проголошення Матильди спадкоємицею існувала необхідність узгодження з аристократією кандидатури її майбутнього чоловіка, вже у 1127 році король Генріх I потай організував заручини своєї дочки з Жоффруа V Красивим, на прізвисько Плантагенет, сином Фулька V, графа Анжуйського, чия підтримка була необхідною Генріху для стабілізації становища в Нормандії. Однак шлюб спадкоємиці англійського престолу із Жоффруа Плантагенетом спричинив невдоволення знаті, яка не бажала бачити правителем англо-нормандської монархії представника Анжуйського дому, який упродовж понад століття був головним суперником нормандських герцогів у Північній Франції. За висловом хроніста, «всі англійці і французи недобрим словом згадували цей шлюб».
Граф Фульк V невдовзі вирушив у хрестовий похід у Святу землю, а надалі був проголошений королем Єрусалиму і більше не повернувся на батьківщину. На час своєї відсутності Фульк доручив юному сину управляти Анжуйським графством. Весілля Жоффруа й Матильди відбулось 11 червня 1128 року. Спочатку стосунки молодят не складались, відчувалась значна різниця у віці (Жоффруа було ненабагато більше чотирнадцяти років, а Матильді — близько двадцяти шести), а також вибухові темпераменти й авторитарність подружжя. Вже за рік після весілля Жоффруа відрядив свою дружину разом з усім її майном до Руану.
У 1131 році подружжя нарешті з'єдналось і деякий час жили у відносній згоді. 5 березня 1133 року народився їхній первісток Генріх — майбутній король Генріх II Плантагенет. У 1134 році Матильда народила другого сина — Жоффруа, графа Нанта, причому пологи були важкими, й вона ледве не померла. У 1136 році народився їхній третій син — Гійом, граф Пуату. Поява дітей у Матильди означала для Генріха I вирішення проблеми спадкування. У 1133 році король прибув до Руана, де провів останні роки життя в турботах зі своїм старшим онуком, а також у спробах приборкання хвилювань нормандських баронів, що спалахнули через інтриги Жоффруа й Матильди. 1 грудня 1135 року Генріх I помер.

## Початок громадянської війни
Після смерті Генріха I ініціативу у боротьбі за англійський престол перехопив Стефан Блуаський, племінник померлого короля, молодший син його сестри Адели Нормандської. Він був достатньо популярним серед англійського дворянства, виховувався при дворі короля й мав великі володіння як у Нормандії, так і в Англії. Порушивши присягу вірності Матильді, Стефан негайно після звістки про смерть Генріха I висадився в Англії, де його з натхненням зустріли жителі Лондона. На його бік перейшло англійське духовенство на чолі з архієпископом Вільгельмом де Корбейлем і рідним братом Стефана Генріхом Вінчестерським, а також особи, що контролювали королівську адміністрацію (Роджер Солсберійський і його родичі), і значна частина англійської аристократії, ворожа до Матильди. Відмова від виконання присяги вірності імператриці була виправдана тим, що Матильда ніби була незаконнонародженою — її мати, Матильда Шотландська, до шлюбу з Генріхом I перебувала у монастирі та, відповідно, була пов'язана обітницею цнотливості, — й не може претендувати на корону Англії. Спочатку обставини складались на користь Стефана: Матильда з дітьми перебувала за морем в Анжу, дворянство віддавало перевагу бачити на троні дорослого й популярного чоловіка, а не пихату жінку з малолітнім спадкоємцем. 22 грудня 1135 року в Лондоні Вільгельм де Корбейль поклав на Стефана Блуаського корону Англії. Наступного року на вірність Стефану присягнули барони Англії та Нормандії, в тому числі і зведений брат Матильди Роберт, граф Глостер, побічний син Генріха I.
Поки Стефан зміцнював своє положення в Англії, Матильда й Жоффруа вжили спроби підкорити собі Нормандію. Після смерті Генріха I Матильді вдалось установити контроль над найважливішими нормандськими фортецями уздовж південного кордону герцогства — Домфроном, Аржантаном, Алансоном і Се. Загони Жоффруа Анжуйського 1136 року вторглись в Нормандію, однак були зупинені військами нормандських баронів — прибічників Стефана на чолі з Галераном де Бомоном і Вільгельмом Іпрським. Після витоку шестимісячного перемир'я атаки анжуйців відновились. У березні 1137 року в Нормандії висадився Стефан Блуаський, якому однак не вдалось вчинити рішучий опір військам Жоффруа й Матильди, а конфлікт між фламандськими найманцями короля і нормандським лицарством спричинив розкіл у лавах прибічників Стефана. Згодом Стефан був змушений повернутись в Англію. Це дозволило анжуйцям перейти в наступ. У 1138 році під владу Жоффруа й Матильди потрапив Бессен, значна частина Котантена, Байо і Кан. Наступ армії Галерана де Бомона й Вільгельма Іпрського у відповідь змусив війська Матильди відступити в Анжу, але початок повномасштабної громадянської війни в Англії у 1139 році потягнув за собою від'їзд Галерана де Бомона й Вільгельма Іпрського за Ла-Манш та істотне послаблення партії Стефана в Нормандії. До 1144 року Жоффруа Анжуйському вдалось завоювати більшу частину герцогства і проголосити себе герцогом Нормандії.
Одночасно з воєнними діями проти Стефана, Матильда розгорнула боротьбу й на дипломатичному фронті. Влітку 1138 року вона звернулась до папи римського з проханням визнати коронацію Стефана незаконною. Справа розглядалась на Другому Латеранському соборі 1139 року у присутності представників обох партій і завершилась поразкою Матильди: папа Інокентій II визнав Стефана законним королем Англії. Однак дипломатична поразка імператриці була компенсована розривом Роберта Глостерського зі Стефаном та його відкритим переходом у 1138 році до табору прибічників Матильди, своєї зведеної сестри. Невдовзі навколо графа Роберта стали групуватись англійські барони, невдоволені королем, особливо феодали західних та південних графств. Стефану первинно вдавалось стримувати заколотників, однак його дії стосовно єпископа Роджера Солсберійського на початку 1139 року призвели до відходу англійського духовенства від підтримки короля. Навіть молодший брат Стефана Генріх, єпископ Вінчестера, призначений папським легатом в Англії, перейшов на бік Матильди. У країні почалась громадянська війна.
Початком воєнних дій в Англії скористалась Матильда. 30 вересня 1139 року імператриця висадилась на узбережжя Сассекса й укріпилась у замку Ерандел, який належав її мачусі Аделізі Лувенській. Граф Роберт рушив на захід й оселився у Бристолі. Військові операції короля проти імператриці й Роберта Глостерського були невдалими. Матильді невдовзі вдалось перебратись у Бристоль, який став головним центром прибічників імператриці в Англії. Упродовж 1140 року під контроль Матильди й Роберта потрапила практично вся західна та південно-західна частини країни, а також деякі області центральних графств. Давид I, король Шотландії, що пристав на бік імператриці, захопив більшу частину Північної Англії, на північ від Тісу.

## Прихід до влади й падіння
Наприкінці 1140 року прибічник Матильди Ранульф де Жернон, граф Честер, захопив місто Лінкольн. Стефан вирушив на північ і спробував відбити місто. Проте 2 лютого 1141 року армія короля зазнала нищівної поразки у битві під Лінкольном від військ Роберта Глостерського і Ранульфа де Жернона, а сам Стефан був узятий у полон. Це відкрило перед Матильдою шлях до оволодіння англійською короною. Короля було ув'язнено у Бристольському замку, де, за легендою, його тримали у цепах, а Матильда з Робертом Глостерським вирушили на Вінчестер. Пообіцявши Генріху Блуаському, єпископу Вінчестера, не втручатись у церковні справи після своєї коронації, Матильда була допущена в місто й заволоділа королівською казною. 8 квітня 1141 року у Вінчестері відбулось офіційне обрання Матильди королевою Англії. Вона прийняла титул господині англійців (лат. Domina Anglorum; англ. Lady of the English), як зазвичай іменувались монархи у період між їхнім обранням та коронацією.
Потім Матильда рушила в Лондон, дорогою займаючи фортеці прибічників Стефана (Оксфорд, Редінг). В середині червня 1141 року імператриця у супроводженні Роберта Глостерського і свого дядька, шотландського короля Давида I, вступила в Лондон, жителі якого, в цілому, залишались на боці Стефана. Уже після свого обрання королевою Матильда почала масову роздачу земель і титулів своїм прибічникам, що продовжила робити у Лондоні: за кілька місяців вона започаткувала шість нових графських титулів. Однак правління Матильди виявилось коротким: лондонці, які вже сформували до того часу воєнну організацію на кшталт італійських комун для захисту міських свобод, були обурені зневагою Матильди до їхніх привілеїв, її пихатістю та зверхністю. Імператриця спробувала обкласти місто тальєю, що спричинило бунт у Лондоні. Жителі взялись за зброю й вигнали Матильду з міста. У той самий час до Лондона підійшла велика армія прибічників Стефана, набрана Вільгельмом Іпрським у Кенті, на чолі якої стояла дружина короля Матильда Булонська. Імператриця відступила в Оксфорд, а до Лондона увійшли війська Матильди Булонської. Останній, шляхом масової роздачі земель і грошей, вдалось залучити на свій бік частину колишніх соратників імператриці, включаючи Жоффруа де Мандевіля та єпископа Вінчестерського.
На початку вересня 1141 року війська імператриці Матильди увійшли до Вінчестера та взяли в облогу єпископський палац. Однак раптово до міста підійшла армія королеви Матильди, яка значно переважала сили суперниці. 14 вересня імператриця віддала наказ про відхід, який перетворився на панічну втечу, коли війська королеви перейшли у наступ. Битва під Вінчестером завершилась поразкою імператриці. Самій Матильді вдалось врятуватись, та у компанії свого відданого слуги Брайєна Фіц-Каунта вона дісталась Глостера. Однак граф Роберт був узятий у полон. Для звільнення свого брата та лідера власної партії Матильді довелось піти на важку жертву: 1 листопада 1141 року вона випустила на волю короля Стефана в обмін на Роберта Глостерського.

## Поразка у громадянській війні
Повний провал політики Матильди у період її нетривалого правління 1141 року істотно підірвав позиції прибічників імператриці. Значна частина баронів перейшла на бік Стефана, суспільна думка також схилялась на користь короля, який «жорстоко» страждав під час утримання під вартою. На підтримку Стефана виступила й англійська церква: на синоді у Вестмінстері 7 грудня 1141 року Стефана знову було визнано королем, а прибічникам Матильди пригрозили відлученням від церкви. Значну роль у розриві англійського духовенства з імператрицею відіграв той факт, що за період свого короткого правління вона відродила засуджену папою практику світської інвеститури єпископів, від якої ще 1107 року відмовився Генріх I. У 1142 році король перейшов у наступ: його війська захопили Варем, перерізавши, таким чином, зв'язок Матильди з анжуйцями в Нормандії, а також Чиренчестер, Бамптон і Радкот. 26 вересня 1142 року загони Стефана увірвались в Оксфорд, де на той час перебувала імператриця, і спалили місто. Матильда сховалась в Оксфордському замку та упродовж трьох місяців витримувала облогу переважаючих сил противника. Коли скінчилось продовольство, а допомога з боку прибічників у західних графствах так і не прийшла, Матильда здійснила зухвалу втеч з фортеці: зимовою ніччю, переодягнувшись у білу одежу, вона спустилась зі стіни замку та вкритою льодом Темзою втекла у Воллінгфорд, який знаходився під контролем її друга Брайєна Фіц-Каунта.
Падіння Оксфорда позбавило Матильду опори у центральних графствах. Під її владою залишились тільки Глостершир, Бристоль, Девон, Сомерсет, Герефордшир, Шропшир, Чешир, Ланкашир і частина Вілтширу, однак кількість її прихильників неухильно зменшувалась. У 1145 році на бік короля перейшли Ранульф де Жернон, граф Честер, і Філіп Глостерський, син графа Роберта. Того ж року, здобувши перемогу під Фарінгтоном, Стефан відрізав західноанглійські графства від союзників імператриці в долині Темзи. Нарешті, 31 жовтня 1147 року у Бристолі помер Роберт Глостерський — найвідданіший соратник імператриці і фактичний лідер її партії в Англії. Хоча того ж року у Північній Англії висадився на чолі невеликого загону Генріх Плантагенет, син Матильди та Жоффруа Анжуйського, йому нічого не вдалось досягнути. Після кількох поразок від королівської армії наприкінці 1147 року Генріх повернувся до Нормандії. Усвідомивши крах своїх планів, у лютому 1148 року Матильда також залишила Англію.

## Останні роки

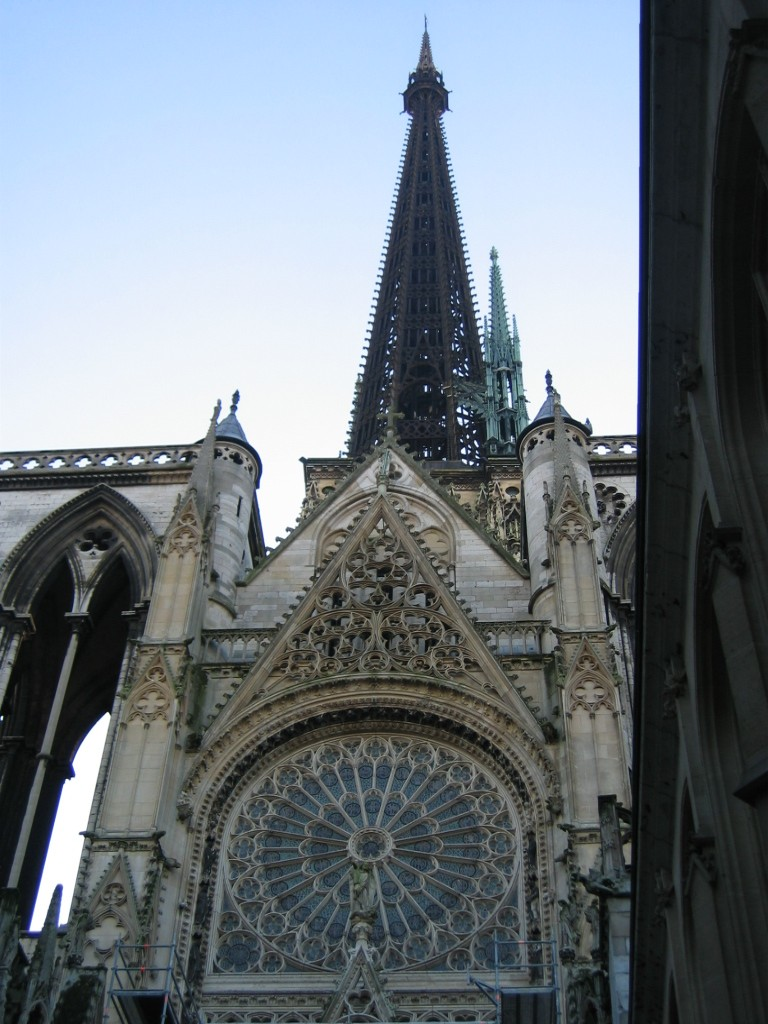
Руанський собор

Після десятиліття боротьби за англійський престол Матильда у 1148 році повернулась до Нормандії, яка остаточно перейшла до того часу під владу її чоловіка Жоффруа Анжуйського. Імператриця виїхала в Руан, де утримувала власний двір, а у періоди відсутності в Нормандії свого сина Генріха Плантагенета очолювала адміністрацію герцогства. Хоч більше безпосередньої участі в боротьбі за англійський престол Матильда не брала, вона зберегла суттєвий вплив на Генріха, особливо у зовнішньополітичних питаннях. Так, у 1155 році під тиском Матильди Генріх відмовився від плану вторгнення в Ірландію.
У 1153 році Стефан, який втомився від двадцятиліття громадянської війни та анархії і зламаний смертю свого сина Євстахія, уклав з Генріхом Воллінгфордську угоду, визнавши останнього спадкоємцем англійського престолу. Наприкінці 1154 році Стефан помер, і королем Англії був коронований Генріх II Плантагенет. Після цього Матильда залишилась в Нормандії. Вона неодноразово втручалась у конфлікти між Генріхом II та його молодшими братами, намагаючись зберегти мир у родині. У 1160-их роках при дворі Матильди знайшов притулок Вільгельм, граф Пуату, молодший і, мабуть, найулюбленіший її син, який залишив Англію через конфлікт з архієпископом Кентерберійським. Тут він і помер у січні 1164 року. Пізніше Матильда займалась, правда безуспішно, примиренням Генріха II й Томаса Бекета.
10 вересня 1167 року Матильда померла й була похована в абатстві Бек, у 1847 році її рештки були перенесені в Руанський собор. Епітафія на її надгробку каже:
|  | Тут спочиває дочка, дружина й мати Генріха, велика за народженням, ще більша за шлюбом, але понад усе за материнством. |

## Родина
1 Чоловік (з 1114) — Генріх V (1086—1125), імператор Священної Римської імперії
Діти:
- Генріх (?)

2 Чоловік (з 1128) — Жоффруа V Плантагенет (1113—1151), граф Анжуйським
Діти:
- Генріх (1133—1189) — король Англії (c 1154), герцог Аквітанії (з 1151), граф Анжуйський (з 1151);
- Готфрід (1134—1158) — граф Нантський, нащадків не залишив;
- Вільгельм (1136—1164) — віконт Д'єппа, нащадків не залишив.

## Нотатки
1. ↑  нім. Mathilde; лат. Mathildis Imperatrix; англо-нормандська Imperatrice Mahaut